# Adrian Henri
Adrian Henri, né le 10 avril 1932 et mort le 20 décembre 2000, est un poète et un peintre britannique. Il est célèbre pour avoir été l'un des fondateurs du groupe de poètes de Liverpool The Liverpool Scene, et l'un des trois auteurs, avec Brian Patten (en) et Roger McGough (en), du recueil de poésie The Mersey Sound.